# Orthetrum caffrum
Orthetrum caffrum е вид водно конче от семейство Libellulidae. Видът не е застрашен от изчезване.

## Разпространение
Разпространен е в Ангола, Ботсвана, Гамбия, Демократична република Конго, Еритрея, Етиопия, Замбия, Зимбабве, Камерун, Кения, Коморски острови, Лесото, Мадагаскар, Малави, Мали, Мозамбик, Намибия (Ивица Каприви), Руанда, Саудитска Арабия, Свазиленд, Северен Йемен, Сомалия, Судан, Танзания, Уганда, Чад, Южен Йемен и Южна Африка (Гаутенг, Западен Кейп, Източен Кейп, Квазулу-Натал, Лимпопо, Мпумаланга, Северен Кейп и Фрайстат).